# Guerra de don Ladislao

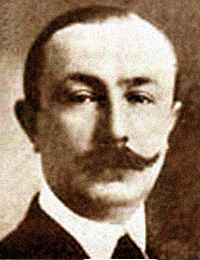
El ministro de Guerra Ladislao Errázuriz Lazcano.

La Guerra de don Ladislao fue un engaño político que constituyó uno de los hechos más curiosos de la historia de Chile. Sucedió a mediados de 1920, cuando el entonces presidente Juan Luis Sanfuentes ordenó la movilización parcial del Ejército de Chile por antecedentes secretos que hacían plausible el inicio de una guerra contra Perú, aunque dicha justificación resultó ser falsa.

## Antecedentes
En 1920, en Chile se vivía un ambiente de tensión política severa, con motivo de las elecciones presidenciales de ese año que enfrentaban al liberal Arturo Alessandri con el conservador Luis Barros Borgoño, candidato oficialista patrocinado por el presidente Sanfuentes. La candidatura de Alessandri había movilizado a amplias capas de la población chilena, particularmente a la emergente clase media y a la clase obrera, que empezaba a mostrar mayores signos de querer participar en política.
En 1920, Chile cumplía casi tres décadas ininterrumpidas de gobierno conservador en el esquema de la República Parlamentaria, por lo cual la aparición de Alessandri generó una fuerte adhesión popular a su candidatura. Las elecciones se realizaron el 25 de junio, pero ante la existencia de un virtual empate entre las candidaturas, la definición quedaba en manos del Tribunal de Honor, constituido por el propio Congreso chileno. No obstante ello, los liberales temían que este Tribunal, dominado por conservadores al igual que el Congreso, dispusiera el triunfo del candidato oficialista Barros alegando irregularidades en las elecciones.

## La «amenaza de guerra»
Repentinamente, el 15 de julio de 1920, el presidente Sanfuentes ordenó la movilización de las tropas hacia el norte, por indicaciones del ministro de la guerra Ladislao Errázuriz Lazcano. De hecho, el ministro Errázuriz alegó que Perú y Bolivia proyectaban una ofensiva militar a gran escala contra Chile a fin de recuperar los territorios perdidos en la Guerra del Pacífico, aprovechando que pocos meses antes el gobierno boliviano había presentado a la Sociedad de Naciones un reclamo por su mediterraneidad.
El nuevo ejército chileno demoró tres semanas en llegar a la frontera norte, con unidades de Copiapó, La Serena, San Felipe, Valparaíso y la guarnición de Santiago. Simbólicamente, los victoriosos ancianos veteranos de la Guerra del Pacífico, a través de las Sociedades Patrióticas, se presentaron en La Moneda, para marchar a la zona de conflicto.
Muchos jóvenes chilenos, especialmente aquellos pertenecientes a las ligas patrióticas y al Partido Conservador, acudieron en masa a inscribirse en los cuarteles —uno de ellos fue Alberto Hurtado, quien décadas más tarde fue declarado santo por la Iglesia católica—. La prensa creó un clima de guerra y quien hacía cuestionamientos era llamado «vendido al oro del Perú». Según ciertos historiadores, como Gonzalo Vial Correa, se buscó explotar la situación política peruana, pues, tras el golpe de Estado de 1919 dado por Augusto B. Leguía, se habían suprimido los privilegios del Congreso. Esto causó una movilización de tropas peruanas cercanas a Tacna, entonces ocupada por Chile, aun cuando los motivos para este desplazamiento de tropas peruanas se debían al repentino golpe de Leguía, presidente recién electo que ejecutó un golpe para «asegurar» su toma de mando.

## Cuestionamientos a la «guerra»
No obstante, la noticia de la «guerra» fue recibida con escepticismo por otros, más aún porque la maniobra gubernamental alejaba de Santiago a la guarnición de la capital que era mayormente adicta al fogoso candidato opositor Arturo Alessandri. El ministro Errázuriz, tras su «declaración de guerra» del 15 de julio, se enfrascó en una agria discusión con la Federación de Estudiantes de la Universidad de Chile (FECh) de marcada vocación pacifista, que el 19 de julio cuestionó la veracidad de las noticias de la «guerra» presentadas por el ministro Errázuriz, tachándolas de rumores sin confirmar. También cundió el malestar entre los soldados y oficiales jóvenes de la guarnición de Santiago trasladados al norte sin un plan exacto de campaña por parte del estado mayor y sin instrucciones precisas para operaciones bélicas, lo cual hacía dudar de las declaraciones del ministro.
Los sindicatos obreros también se resistieron a creer las informaciones del gobierno, especialmente por la veloz y desordenada movilización de tropas de la capital, precisamente en momentos cuando el ambiente político chileno estaba más caldeado. Las Sociedades Patrióticas, vinculadas a la derecha política, reaccionaron acusando a los sindicalistas y estudiantes de «traidores» o «vendidos al oro peruano». En Santiago y otras ciudades, estallaron una serie de manifestaciones y contramanifestaciones donde inclusive murió un joven militante conservador. Las Sociedades Patrióticas y los políticos conservadores insistían en mantener la «unidad nacional ante el enemigo» mientras la oposición de estudiantes y sindicatos, tanto de izquierda como liberales, acusaban al régimen de engañar al país con una «guerra ficticia» sólo para impedir que Arturo Alessandri asuma el poder. Especialmente ofensivo fue un cartel colocado por las turbas conservadoras en la sede de la FECh en Santiago que rezaba «Se vende esta casa. Tratar en Lima».

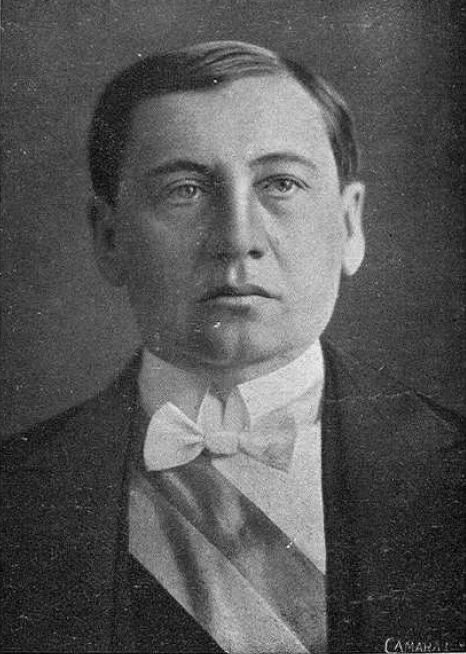
Fotografía del presidente Arturo Alessandri, durante su primer periodo.

Este cuestionamiento se hizo público por medio de la publicación de la FECh Claridad, que acusaba abiertamente al gobierno de mentir sobre la supuesta «amenaza peruana». El 21 de julio de 1920, una turba nacionalista asaltó la sede de la Federación destruyendo sus instalaciones. Los líderes de la FECh resultan detenidos iniciándose el llamado «Proceso de los Subversivos» el cual terminó trágicamente cuando uno de los detenidos, José Domingo Gómez Rojas, falleció en la cárcel tras sufrir una brutal golpiza de sus captores mientras se desarrollaba el proceso.
Paulatinamente, la farsa del ministro Errázuriz quedó al descubierto, con el consiguiente descontento popular. El sepelio de José Domingo Gómez Rojas el 30 de septiembre de 1920 fue el último efecto de la Guerra de don Ladislao. El hallazgo de la mentira repercutió en la opinión pública chilena y especialmente entre los liberales seguidores de Alessandri, que acusaron al gobierno conservador y a la prensa adicta a éste de generar un engaño masivo. El mismo día del sepelio de Gómez Rojas, el Congreso declaró a Arturo Alessandri vencedor de las elecciones presidenciales.

## Consecuencias
La Guerra de don Ladislao dividió y presionó aún más al país cuando los candidatos Alessandri y Barros Borgoño tenían un empate exacto en las elecciones, lo cual polarizó más todavía el debate político. Tras el escándalo de la farsa y el desprestigio del «Proceso de los Subversivos», el Tribunal de Honor no se atrevió a dar ganador a Barros, proclamando el triunfo de Arturo Alessandri en 1920.
La oficialidad joven del ejército debió entonces tomar la iniciativa de la movilización política, ante la incapacidad de muchos altos oficiales sin experiencia ni estudios. Este evento desencadenó la futura crisis de 1924 protagonizada por militares.